# リラックス (雑誌)
『リラックス』（relax）は、日本の男性向け雑誌。マガジンハウスより1996年（平成8年）に創刊され、2006年9月号をもって休刊した。

## 沿革
『Olive』『Hanako』の創刊編集長である椎根和が創刊。創刊号は1996年5月号。発売時のキャッチコピーは「Magazine for Relax Age」。「リラックス」の商標はマガジンハウスではなく三田智恵子が所有している。ロゴ・デザインはアメリカ人デザイナーJim Christie（C.W.C.）。
当初はコレクション志向で、毎回テーマ別にモノを大量に紹介するのが売りだったが、7号でリニューアルしキャッチコピーを「Goods Style Magazine」に変更、モノとストリート・ファッションの中間誌になった。連載陣にはビデオ・ジャーナリストとして駆け出しだった後藤健二がいた。
1998年9月号より編集長が『BRUTUS』編集部にいた岡本仁に交替。椎根が岡本に決めた理由は「生意気そうだから」。誌面は縦組から横組に、キャッチコピーは「fabulous magazine for man in cafe」に変更された。同年10月号でまだ知名度が高くなかったGROOVISIONSを大特集するなど独自のカルチャー路線を進めたが、売上は伸びず、1999年3月号で休刊が決まった。当時マガジンハウスでは『pink』『楽』などの雑誌もほぼ同時に休刊している。
しかし、社内で休刊が決まった直後に出た1999年2月号と、休刊号である3月号がどちらも完売。それを機に、社内で若手社員を中心に復刊運動が始まり、集まった100人分以上の署名が社長の赤木洋一に提出される事態となった。それを受けて、赤字を解消するビジネスモデルが作れるなら復刊を検討すると赤木が提案し、岡本は新雑誌研究室に異動。3、4ヶ月、企画を出し直し続け、復刊が決まった。
2000年2月号より復刊。アート・ディレクターの細山田光宣が休刊中に『POPEYE』のADに就任したため、代わりに小野英作が起用された。フリーペーパー版の配布、女性版『relax for GIRLS』、アーティストブック『relax library』シリーズ、ホンマタカシの写真集である特別編集ムック『NEW WAVES』など、多種多様な展開を見せたが、劇的な売上上昇にはつながらず、2004年10月号でほぼすべての連載が終了し、2004年11月号で岡本仁が編集長を退任。全面リニューアルされた。
2006年9月号で休刊。
2016年にムック『2016年のリラックス。』として復刊した際の編集長は中島敏子。2020年にムック『2020年のリラックス。』として復刊した際は、岡本仁をはじめ、中島敏子、横山佐知、小野英作ら、当時の制作メンバーが集まった。

## 編集長
- 椎根和（創刊号-1998年8月号）
- 岡本仁（1998年9月号-1999年3月号、2000年2月号-2004年11月号）
- （2004年11月号-2006年9月号）

## アートディレクター
- 細山田光宣・細山田デザイン事務所（創刊号-1999年3月号）
- 小野英作・NANA（2000年2月号-2004年11月号）
- 坂哲二・BANG! Design, inc.（2004年12月号-2006年9月号）

## 主な特集
- 1996年05月号（創刊号）：自動車ブームの主役はこのクルマだ。
- 1996年06月号：セックスでリラックス！原始感覚をよびもどせ。
- 1996年07月号：パチンコ必勝超攻略術。
- 1996年08月号：マイ・スイート・リトル・ガーデン。
- 1996年09月号：機械いじりでリラックス。
- 1996年10月号：日本の森で遊ぶ大全。
- 1996年11月号：キャップ大図鑑。
- 1996年12月号：たのむ！コレ買ってきて！ハワイ・オミヤゲ見本台帳。総数728点
- 1997年01月号：タイプ別BIKEにあわせた'97スタイル・ギア大図鑑、1万円以下の時計大パノラマ863本!!
- 1997年02月号：ウェストバッグ、リュック大図鑑
- 1997年03月号：たのむ！これ買ってきて！総数320点。LAオミヤゲ見本台帳
- 1997年04月号：最強のTシャツ241枚大図鑑
- 1997年05月号：東京・大阪・名古屋カリスマショップ大図鑑。
- 1997年06月号：走れ！メッセンジャーバッグ。
- 1997年07月号：スーパーカタログ。
- 1997年08月号：キャンバス＆レザースニーカー359足総出演
- 1997年09月号：DJになってやる
- 1997年10月号：モテる服。
- 1997年11月号：絶対ブランド図鑑。
- 1997年12月号：たのむ！これ買ってきて！
- 1998年01月号：DJになってやる!!
- 1998年02月号：Gショックを創った人の顔が見たい!!、アウトドアシューズ　レボリューション
- 1998年03月号：MADE IN JAPAN、吉田ビジネスバッグ
- 1998年04月号：格闘ファッションスタイル大図鑑
- 1998年05月号：ポロラルフローレン最強BOOK!!、ステューシー
- 1998年06月号：アイビーファッション大図鑑。、GLAY
- 1998年07月号：スポーツロレックス
- 1998年08月号：ユナイテッドアローズ＆シップス、インパクトカー
- 1998年09月号：迷彩バカ
- 1998年10月号：GROOVISIONS、 CHAMPION PRODUCTS
- 1998年11月号：スノボ、悪役
- 1998年12月号：マサラ、SPEED
- 1999年01月号：メキシコのドクロ祭り
- 1999年02月号：GO APE、NIGOのロンドン案内、猿の惑星ソノシート付
- 1999年03月号：オレ丼、キース・ヘリング、チャッピー歌手デビュー
- 2000年02月号：NIGOの香港案内、フューチュラ2000
- 2000年03月号：SILASの全貌、ロボット大行進
- 2000年04月号：アイ・ラヴ・Tシャツ、マーク・ゴンザレス
- 2000年05月号：スヌーピー、SUBURBIA SUITE 2000
- 2000年06月号：モバイル・ライフ、ステッカー・チューン
- 2000年07月号：ヒップホップ誕生、モスバーガー
- 2000年08月号：海の家、スパイク・ジョンズ、トミー・ボーイ
- 2000年09月号：KAWS、レゲエ
- 2000年10月号：Supreme、イームズ
- 2000年11月号：UNDER COVER、バンダイ
- 2000年12月号：MO'WAX、GOLF、口笛
- 2001年01月号：ビースティ・ボーイズ、テリー・ジョンスン
- 2001年02月号：ヤン富田
- 2001年03月号：APE×NY、吉田カバン
- 2001年04月号：ルイ・ヴィトン
- 2001年05月号：クツ、学校へ行こう！
- 2001年06月号：WEST COAST、フィギュア
- 2001年07月号：小西康陽、フリー・ソウル2001
- 2001年08月号：海へと、デルタ、テルミン
- 2001年09月号：私の好きな本、セサミストリート
- 2001年10月号：ペプシコーラ、ケイト・スペード
- 2001年11月号：ラヴァーズ
- 2001年12月号：PARIS
- 2002年01月号：東京
- 2002年02月号：I LOVE NY MORE THAN EVER
- 2002年03月号：Polaroid、Denny's
- 2002年04月号：お買い物2002
- 2002年05月号：京都、DOGTOWN
- 2002年06月号：Suburbia Suite 2002
- 2002年07月号：家族の風景、ザ・ラメルジー
- 2002年08月号：ドラえもん、藤子F不二雄
- 2002年09月号：北欧？、Technics SL-1200
- 2002年10月号：SLAM CITY SKATES、FASHION A TO Z
- 2002年11月号：デザイン、恐竜
- 2002年12月号：UNDER COVER Reconstruct
- 2003年01月号：フレッシュネスバーガー、iMovie
- 2003年02月号：インタビュー、ブラジル
- 2003年03月号：食べ物
- 2003年04月号：コロコロコミック
- 2003年05月号：オキナワ
- 2003年06月号：鎌倉、スティール・パン
- 2003年07月号：ビキニ
- 2003年08月号：マイク・ミルズ、サイラス
- 2003年09月号：大阪、ロケット
- 2003年10月号：アディダス
- 2003年11月号：ワイルドパンチ、ウイニングイレブン
- 2003年12月号：DUNK、カモフラージュ
- 2004年01月号：お買い物2004
- 2004年02月号：サンフランシスコ、ビート禅
- 2004年03月号：ハイ！キシン篠山紀信
- 2004年04月号：デニム、メディコム・トイ
- 2004年05月号：NOKIA、文房具
- 2004年06月号：ビーチサンダル、ラヴァーズ・ロック
- 2004年07月号：draft beer、NGAP
- 2004年08月号：Hawaii
- 2004年09月号：ペット・サウンズ、読書
- 2004年10月号：コムデギャルソン、エルメス
- 2004年11月号：LET'S BE ADULTY!　大人になりましょう！
- 2004年12月号：EAT AND LIVE!
- 2005年01月号：TV RELAX?
- 2005年02月号：みんなの文字
- 2005年03月号：SLOW GAMES & SMART TOYS
- 2005年04月号：楽器はトモダチ
- 2005年05月号：春夏ファッション特別号
- 2005年06月号：visit TOKYO accept TOKYO
- 2005年07月号：iPod / the sound of music
- 2005年08月号：クルマに乗ろう！
- 2005年09月号：平和がいいね。
- 2005年10月号：ぼくたちの風景
- 2005年11月号：2005-2006 F/W ファッション特別号 モデルの気持ち。
- 2005年12月号：京都・ハンサム・ショッピング！
- 2006年01月号：2006 ONSEN HAPPY DAYS いつでも☆どこでも温泉ハッピーデイズ！
- 2006年02月号：2006 RELAX PEOPLE FILE
- 2006年03月号：Jewel★holic　ヒカリモノがこんなにも好き！
- 2006年04月号：meeting with asian beauty masters アジア☆美の達人たちと美貌遊戯！
- 2006年05月号：2006年春夏ファッション特大号　パワースポットでファッション巡礼。
- 2006年06月号：BORN IN THE FOREST... 森が生むもの創るもの。
- 2006年07月号：RELAX...SEASIDE DIARIES 2006 キモチもカラダもキレイになる──合い言葉は、海！
- 2006年08月号：RELAX MAGICAL HAIR TOUR 2006 ヘア・シンドローム！
- 2006年09月号：RELAX GOOD SLEEP PROJECT きれいな眠り、しあわせな夢。

## relax for GIRLS
- 2001年06月号増刊G01：プレッピー、日曜日の音楽
- 2001年11月号増刊G02：サイラス、LONDON
- 2002年11月号増刊G03：手芸、香港、dosa
- 2003年06月号増刊G04：イーリーキシモト、メルボルン
- 2003年11月号増刊G05：New York、united bamboo
- 2004年11月号綴込付録G06：サイズはミニでも気持ちはビッグ！

## relax特別編集
- 1997年10月号増刊：吉田カバン全部見たい!!大図鑑
- 2003年05月：『NEW WAVES by Takashi Homma relax 75.5』
- 2003年11月：『ソフィア・コッポラ写真集 SC』
- 2005年04月：『IT'S YOUR LIFE アナタはユニクロが嫌いですか？』

## relax library
- relax library 001：ホンマタカシ『PUT ME IN THE WATER SELECTED PHOTOGRAPHS OF HOMMA TAKASHI』
- relax library 002：松浦弥太郎『BOOK BLESS YOU!』
- relax library 003：Cafe Apres-midi『the last fab! of the 20th century』
- relax library 004：groovisions：GRV1513『ONLY CHAPPIE CAN SPEAK』
- relax library 005：Mike Ming And Shingo Wakagi『MIKE LOVES JENNY』
- relax library 006：渋谷直角『RELAX BOY』
- relax library 007：Mike Mills『finding the film』（※長らく欠番だったが2022年にランドスケーププロダクツから刊行）
- relax library 008：大沼茂一『THAT'S MYSTERIOUS』
- relax library 009：Geoff McFetridge『CHAMPION STONER FUN BOOK』
- relax library 010：KAHIMI KARIE『I'M GONNA TEAR MY PLAYHOUSE DOWN!』
- relax library 011：joaquim muntanola puig『muntanola y pili』
- relax library 012：JAMES JARVIS『DRAWINGS』
- relax library 013：P.A.M.『THE BEAST WITHIN』
- relax library 014：コーネリアス『Relaxin' With Parcornelius』（※2020年に「wanna relax?」展で限定販売）